# Johan Christiaan van Palts-Sulzbach
Johan Christiaan Jozef van Palts-Sulzbach (Sulzbach, 23 januari 1700 - aldaar, 20 juli 1733) was van 1728 tot aan zijn dood markies van Bergen op Zoom en van 1732 tot aan zijn dood hertog van Palts-Sulzbach. Hij behoorde tot het huis Palts-Sulzbach.

## Levensloop
Johan Christiaan was de tweede zoon van hertog Theodoor Eustachius van Palts-Sulzbach uit diens huwelijk met Eleonora Maria Anna, dochter van landgraaf Willem van Hessen-Rheinfels-Rotenburg.
Aanvankelijk zag het er niet naar uit dat Johan Christiaan Palts-Sulzbach zou erven, aangezien zijn oudere broer Jozef Karel hoger in de lijn van troonsopvolging stond. In 1729 stierf Jozef Karel echter zonder mannelijke nakomelingen, waardoor Johan Christiaan erfprins van Palts-Sulzbach werd. In 1732 volgde hij zijn vader op.
In 1716 werd Karel III Filips keurvorst van de Palts. Noch hij, noch geen van zijn vele broers hadden legitieme mannelijke nakomelingen voortgebracht. Hierdoor was al onmiddellijk duidelijk dat het huis Palts-Sulzbach na diens overlijden de Palts zou erven. Aangezien Karel III Filips pas in 1742 overleed, zou Johan Christiaan nooit keurvorst van de Palts worden.
Johan Christiaan overleed in juli 1733. Hij was 33 jaar oud.

## Huwelijken en nakomelingen
Op 15 februari 1722 huwde hij met Maria Anna Henriëtte Leopoldina de La Tour d'Auvergne (1708-1728), markiezin van Bergen op Zoom, dochter van François-Egon de La Tour d'Auvergne en achternicht van de Franse maarschalk Turenne. Na haar dood in 1728 erfde hij het markiezaat Bergen op Zoom. Ze kregen twee kinderen:
- Karel Theodoor (1724-1799), vorst van Palts-Sulzbach, keurvorst van de Palts en keurvorst van Beieren
- Maria Anna Henriëtte Leopoldina (1728)

Op 21 juli 1731 hertrouwde hij met Eleonora (1712-1759), dochter van landgraaf Ernst Leopold van Hessen-Rheinfels-Rotenburg. Hun huwelijk bleef kinderloos.